# إسحاق كولز (لاعب كرة قدم)
إسحاق كولز (بالإنجليزية: Isaac Cowles)‏ هو مصمم جرافيك ولاعب كرة قدم أمريكي في مركز الدفاع، ولد في 18 أبريل 1990 في أرفادا في الولايات المتحدة. لعب مع Real Colorado Foxes ‏.